# Montia australasica
Montia australasica är en källörtsväxtart som först beskrevs av Joseph Dalton Hooker och som fick sitt nu gällande namn av Ferdinand Albin Pax och Käthe Hoffmann.
Montia australasica ingår i släktet källörter och familjen källörtsväxter. Inga underarter finns listade i Catalogue of Life.